# Naine ultra-froide

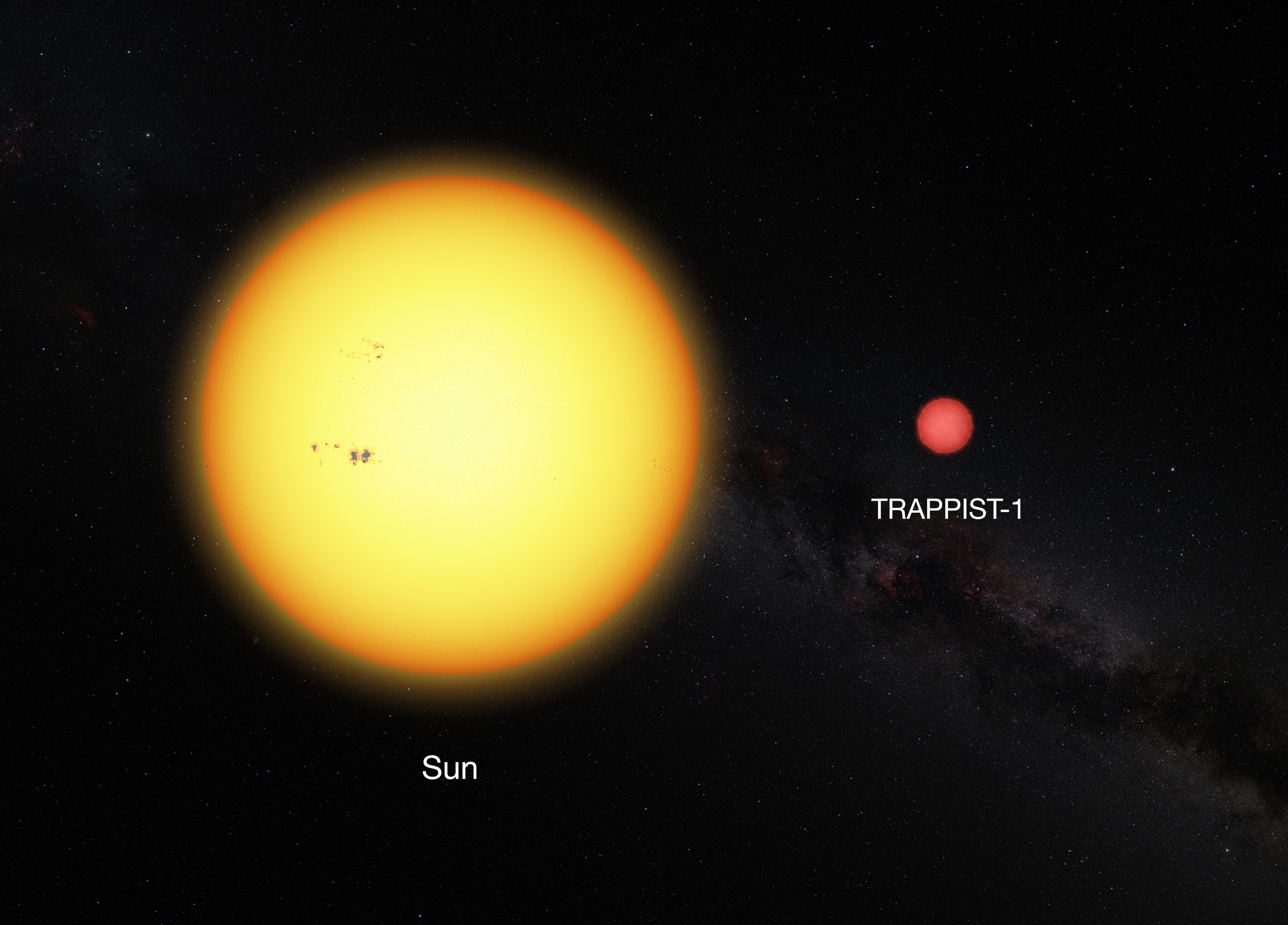
Comparaison des dimensions de TRAPPIST-1, une naine ultra-froide, et du Soleil.

Une naine ultra-froide est un objet stellaire (étoile) ou substellaire (naine brune) dont la température effective est inférieure à 2 700 kelvins. TRAPPIST-1 est une naine ultra-froide.
La notion de naine ultra-froide a été introduite en 1997 par J. Davy Kirkpatrick, Todd J. Henry (en) et Michael J. Irwin pour décrire les naines M tardives (M7-M9.5), à la frontière des naines L. Elle recouvre aujourd'hui tant les naines M tardives et les naines L que les naines T, et les naines Y. Ainsi définies, les naines ultra-froides forment un groupe hétérogène qui comprend des étoiles de très faible masse et des naines brunes. Ensemble, elles représenteraient environ 15 % des objets astronomiques (principaux) dans notre galaxie ; elles sont détectées dans cette proportion dans le voisinage solaire. 
Le modèle d'accrétion de cœur prévoit qu'étant donné la faible masse des naines ultra-froides et la taille réduite de leurs disques protoplanétaires par rapport à ceux des étoiles plus massives, elles hébergent majoritairement une population relativement nombreuse de planètes telluriques allant de la taille de Mercure à celle de la Terre, contrairement aux étoiles plus massives qui elles tendraient à héberger plus de planètes géantes comme celles du Système solaire externe dans le cas de notre Soleil.

## Émissions radio et propriétés magnétiques
Après la détection de sursauts d'émissions radioélectriques provenant de la naine ultra-froide de type M9 LP 944-020 en 2001, des programmes d'observation se sont mis en place au radiotélescope d'Arecibo et au Very Large Array pour rechercher d'autres objets émettant des ondes radio. Des centaines de naines ultra-froides ont été observées, dont plus d'une douzaine qui émettant des ondes radios. Il semble que 5 à 10 % des naines ultra-froides émettent des ondes radio. Parmi elles, J10475385+2124234, avec une température de 800–900 K, est la naine brune radio-émettrice la plus froide connue. C'est une naine brune de type T6.5 possédant un champ magnétique supérieur à 1,7 kG, environ 3 000 fois plus que le champ magnétique terrestre.

## Atmosphère
Les vents zonaux (latitudinaux) dominent l'écoulement global des atmosphères planétaires. Pour les planètes géantes gazeuses comme Jupiter, le mouvement des nuages peut être confronté aux émissions radio de la magnétosphère, qui est liée à l'intérieur de la planète, afin de déterminer la vitesse du vent. Cette technique peut être appliquée aux naines brunes et aux exoplanètes imagées directement si des périodes peuvent être déterminées pour les émissions infrarouges et radio. Elle a ainsi permis de mesurer la vitesse du vent sur la naine brune 2MASS J10475385+2124234 de masse 16 à 68 fois celle de Jupiter et de température 880 ± 76 K, située à une distance de 10,6 pc (34,6 al). La différence entre la période radio de 1,751 à 1,765 heures et la période infrarouge de 1,741 ± 0,007 heures implique un vent fort (650 ± 310 m/s, 2 340 ± 1 116 km/h) dirigé vers l'est, sans doute dû à des courants-jets dans la haute atmosphère et/ou à un faible frottement à la base de l'atmosphère.